# Julien Carraud
Pour les articles homonymes, voir Carraud.
Pas d'image ? Cliquez ici

a Compétitions nationales et continentales officielles uniquement.

b Matchs officiels uniquement.
Julien Carraud, né le 5 mai 1979, est un joueur français de rugby à XV et à sept évoluant aux postes de troisième ligne aile et troisième ligne centre.

## Biographie
Né le 5 mai 1979 et originaire de l'Isère, Julien Carraud est formé au sein du centre de formation du FC Grenoble.
Il pratique le rugby à sept à titre régulier, intégrant l'équipe de France à partir de 2001,.
En 2003, il rejoint l'Union sportive dacquoise en provenance du SO Chambéry, participant autant à la pratique du rugby à XV en division professionnelle, en Pro D2, qu'aux tournées de l'équipe de France à sept. Dans le cadre de la série mondiale, Carraud et l'équipe de France marquent l'histoire française de la discipline en remportant « à domicile » le tournoi de France en mai 2005,.
En 2006, il s'engage au Racing Club chalonnais évoluant alors en Fédérale 1 où il a le rôle de capitaine ; il continue sa carrière sous le maillot national à sept jusqu'en 2008. Lors de la saison 2008-2009, il manque de peu la promotion en Pro D2, le RCC s'inclinant d'un point au terme de la demi-finale aller-retour permettant d'obtenir une des deux places qualificatives.
Malgré le dépôt de bilan du Racing en 2010, Carraud reste à Chalon-sur-Saône alors que le club adopte une nouvelle identité, l'Association sportive Racing Club chalonnais, et est relégué administrativement en Fédérale 3. Il fait ainsi partie de l'équipe sacrée championne de Fédérale 3 dès leur première saison à cet échelon, et participe à la remontée du club jusqu'en Fédérale 1.
Non reconduit par le club chalonnais à l'intersaison 2012, il rejoint le Club sportif beaunois en Fédérale 2.
Il met un terme à sa carrière sportive en 2017 afin de se consacrer pleinement à son activité professionnelle, de retour à Chalon-sur-Saône. Il intervient par la suite en tant qu'éducateur auprès du Rugby Tango chalonnais,.

## Palmarès
- Championnat de France de 3e division fédérale :
  - Vainqueur : 2011 avec le Racing Club chalonnais.